# Jacques Joseph Spaak
Jacques Joseph Spaak, né le 26 juin 1742 à Bruxelles (Pays-Bas autrichiens), où il est mort le 8 décembre 1825, est un militaire, artiste peintre et poète belge.

## Biographie
Dernier enfant du couple Magnus Spaak et Anne Caroline Dispeau, Jacques Joseph Spaak commence sa carrière à la cour de Charles-Alexandre de Lorraine comme archer garde noble. À la mort de l'archer garde noble Van Daelen en 1764, six candidats se présentent pour obtenir la place vacante. C'est Jacques Joseph Spaak ayant « l'âge, la taille et la conduite convenable » qui est nommé le 7 juillet 1764. Depuis 1760, la nomination des archers était subordonnée au paiement d’une somme de 150 pistoles en faveur de la recette des finances. 
Mais Jacques Joseph Spaak est également doué pour la peinture et le dessin et il fait partie de la pléiade d’artistes auxquels le gouverneur de Pays-Bas autrichiens, Charles de Lorraine, fait appel pour orner son palais et exécuter des décors pour le Théâtre de la Monnaie et les belles fêtes qu’il donna tout au long de son règne.
Spaak apparaît fréquemment dans la comptabilité de la maison du gouverneur général. Les documents où son nom est cité confirment qu’il travaille comme décorateur pour les mascarades et les fêtes que le gouverneur donne à Bruxelles de 1774 à 1775. En 1776, Spaak copie six tableaux « servant de supports à la salle d’audience » du palais de Bruxelles.
Dès 1781, il est attaché comme décorateur à la « Troupe des comédiens de Bruxelles » et peint le cintre de la salle du « Grand Théâtre sur la Monnaie ».
Après la chute de l’Ancien Régime, Spaak perd son emploi de garde noble et se livre à la décoration de bâtiments, d’appartements et de voitures, aidé par son fils aîné Jacques François Joseph.

## Son œuvre picturale
En 1803, la ville de Bruxelles érige un arc de triomphe à l’occasion de la réception de Napoléon qui fait son entrée dans la ville par l’Allée Verte. Dressée sous la direction de l’architecte municipal Ghislain-Joseph Henry, cet édifice est décoré de statues dues à Godecharle ; elles représentent les vertus de Bonaparte. Pierre Joseph Célestin François et Jacques Joseph Spaak en exécutent les peintures qui évoquent les faits les plus glorieux de la vie du premier Consul.
Huit gouaches, conservées au musée communal de Bruxelles, nous restituent l’image des portes de la ville dans le dernier quart du XVIIIe siècle. Ces documents offrent un témoignage de l'iconographie de Bruxelles.
Quatre gouaches de 1785 sont conservées à la Graphische Sammlung Albertina de Vienne, elles offrent des vues du château et du parc de Schoonenberg à Laeken. Elles proviennent de la collection de l’archiduc Albert de Saxe-Teschen, mari de Marie-Christine de Lorraine, fille de Marie-Thérése et sœur de Joseph II.
En 1806, à Gand, il présente deux aquarelles offrant des vues de jardins anglais au Salon de Gand.
Au salon de Bruxelles qui ouvre ses portes en 1811, il expose trois aquarelles exécutées pour le recteur de l’Académie de Bruxelles, Charles Van Hulthem. Elles représentent l’église des Jésuites de Bruxelles et nous restituent le portail et l’intérieur de ce sanctuaire au moment de sa démolition en 1811. Cet édifice occupait l’emplacement compris entre la rue de la Paille, le Grand Sablon et la rue de Rollebeek.
Au salon de Bruxelles de 1815, il envoie trois œuvres dont une toile représentant l’intérieur d’un palais. Les deux autres, des gouaches qui forment pendants, sont intitulés Le Départ pour la promenade et Le Retour de la promenade.

## Le poète
Mais il ne se consacre pas uniquement à la peinture et est un membre actif de la Société de littérature de Bruxelles. Il publie quelques poèmes, notamment dans l'Almanach poétique de Bruxelles de 1813.